# Jermaine Robinson
Jermaine Robinson (* 10. April 1989 in Pittsburgh, Pennsylvania) ist ein US-amerikanischer Arena-Football-, American-Football- und Canadian-Football-Spieler. Er spielte zuletzt auf der Position des Defensive Backs für die Montreal Alouettes in der Canadian Football League (CFL).

## Karriere
Robinson besuchte von 2009 bis 2012 die University of Toledo. Dort spielte er neben seinem Strafrechtsstudium College Football für die Toledo Rockets. In seiner ersten Saison spielte er in allen 12 Spielen, davon zehn von Beginn an. Er konnte 58 Tackles erzielen und je einen Fumble erzwingen und erobern. 2010 konnte er 46 Tackles erzielen und seine erste Interception fangen. In seiner vorletzten Saison erzielte er 55 Tackles, drei Interceptions und zwei erzwungene Fumble. In seiner finalen Saison fing er vier Interceptions, wovon er zwei zum Touchdown zurücktrug. Er wurde zum All-MAC auf der Position des Free Safeties gewählt.
Nachdem er eine Saison für die Sioux Falls Storm in der Indoor Football League (IFL) gespielt hatte, verpflichteten am 17. März 2014 die Ottawa RedBlacks Robinson. Er schaffte es anfangs nur in den Practice Roster, wurde jedoch am 7. August 2014 in den Hauptkader befördert. In der Saison 2015 verletzte sich Robinson bereits im Saisoneröffnungsspiel und konnte erst nach 135 Tagen am letzten Spieltag der Regular Season wieder spielen. In der Saison 2016 war er der Starting Strong Safety, ehe er am 9. September 2016 überraschend entlassen wurde. Er hatte bis dahin in zehn Saisonspielen 25 Tackles und eine Interception erzielen können. Am 20. September 2016 verpflichteten die Hamilton Tiger-Cats Robinson für ihren Practice Roster. Hier startete er im Laufe der Saison noch in vier Spielen. Nach der Saison wurde er zum Free Agent. Er hatte ein Probetraining bei den Kansas City Chiefs, jedoch erhielt er keinen Vertrag. Nachdem er in der Spring League, die durch die Teilnahme Jonny Manziels bekannt wurde, spielte, verpflichteten ihn die Sioux Falls Storm erneut. Am 16. April 2018 verpflichteten ihn die Montreal Alouettes. Am 15. Juli 2018 wurde er entlassen, jedoch bereits am 23. Juli 2018 wiederverpflichtet. Im März 2019 verpflichteten die Alouettes Robinson für weitere zwei Jahre. Am 8. Juni 2019 wurde er entlassen.